# Supersaturação in vivo
Em farmacodinâmica, a supersaturação in vivo é o comportamento de compostos administrados por via oral que, no organismo, transformam-se em soluções supersaturadas à medida que atravessam o trato gastrointestinal (GI). Normalmente, esses compostos são bases fracas (pKa entre 5 e 8), bem como apresentam baixa solubilidade em contato com soluções aquosas.
A supersaturação in vivo é um fenômeno recente nos estudos de farmacologia; foi observada pela primeira vez em 2003, por Yamashita et al., em artigo acadêmico que pesquisou novos métodos de separação de sólidos e solutos.